# IC 4082
IC 4082 је елиптична галаксија у сазвјежђу Ловачки пси која се налази на листи објеката дубоког неба у Индекс каталогу.
Деклинација објекта је + 37° 20' 27" а ректасцензија 13h 1m 39,3s. Привидна величина (магнитуда) објекта IC 4082 износи 15,5 а фотографска магнитуда 16,5.